# Zastava Baskije
Ikurriña (na baskijskom)  ili Ikurriña (na španjolskom jeziku) je zastava Baskijskog naroda i službena zastava Baskijske autonomne zajednice unutar Španjolske.
Zastava je nastala po uzoru na  Zastavu Ujedinjenog Kraljevstva (tzv. Union Jack). Stvorili su je osnivači Baskijske Nacionalističke stranke EAJ-PNV, Luis i Sabino Arana, i uobičajeno se smatra nacionalnim, ali neslužbenim simbolom Baskije.

## Dijelovi zastave
Po uzoru na britansku zastavu Ikurrina se sastoji od nekoliko dijelova:
- crvena podloga predstavlja Biskaju
- zeleni dijagonalni križ (križ sv. Andrije-zaštitnika Biskaje)
- bijeli križ-simbol katoličanstva

## Povijest
Zastava je dizajnirana godine 1894. za predstavljanje pokrajine Biskaje, u skupu jedne zastave za svaku od sedam baskijskih pokrajina i jedne za cijelu zemlju. Međutim, jer je aktivnost stranke BNP izvan Biskaje bila oskudna, samo je biskajska zastava javno priznata. Istaknuta je   po prvi put u "Euzkeldun Batzokija ", klubu koji je prethodio EAJ - PNV. Stranka je usvojila zastavu godine 1895. a godine 1933. predložila ju je za zastavu cijele Baskije.
Budući da su Baski prihvatili "Ikurrinu", na sugestiju socijalističkog vijećnika Aznara ,Vlada Baskije ju je usvojila za zastavu baskijske autonomne regije godine 1936. Ova je zastava korištena kao ratna zastava baskijske pomoćne mornarice, dijela španjolske republikanske ratne mornarice koja je djelovala u Biskajskom zaljevu tijekom Španjolskog građanskog rata.
Godine 1938, nakon vojnog poraza Baskijske Vlade, režim generala Franca je zabranio ovu zastavu iako se onda i dalje koristila u Sjevernoj Baskiji u Francuskoj. U sljedećih nekoliko desetljeća postala je simbol prkosa - prve akcije tajnih skupina kao što je ETA, uključivale postavljanje zastave na javna mjesta.
Baskijska zastava je ponovno legalizirana godine 1977., tijekom španjolske tranzicije u demokraciju. Dvije godine kasnije, Vlada Baskije usvojila ju je za zastavu baskijske autonomne zajednice. Također,  zastava se koristi i kao neslužbena zastava u drugim pokrajinama za neke druge sektore baskijskog društva.
Francuski prekomorski teritorij Sveti Petar i Mikelon na svojoj zastavi i grbu ima uklopljenu zastavu Baskije (pored zastava Bretanje i Donje Normandije).